# Halle aux Veaux

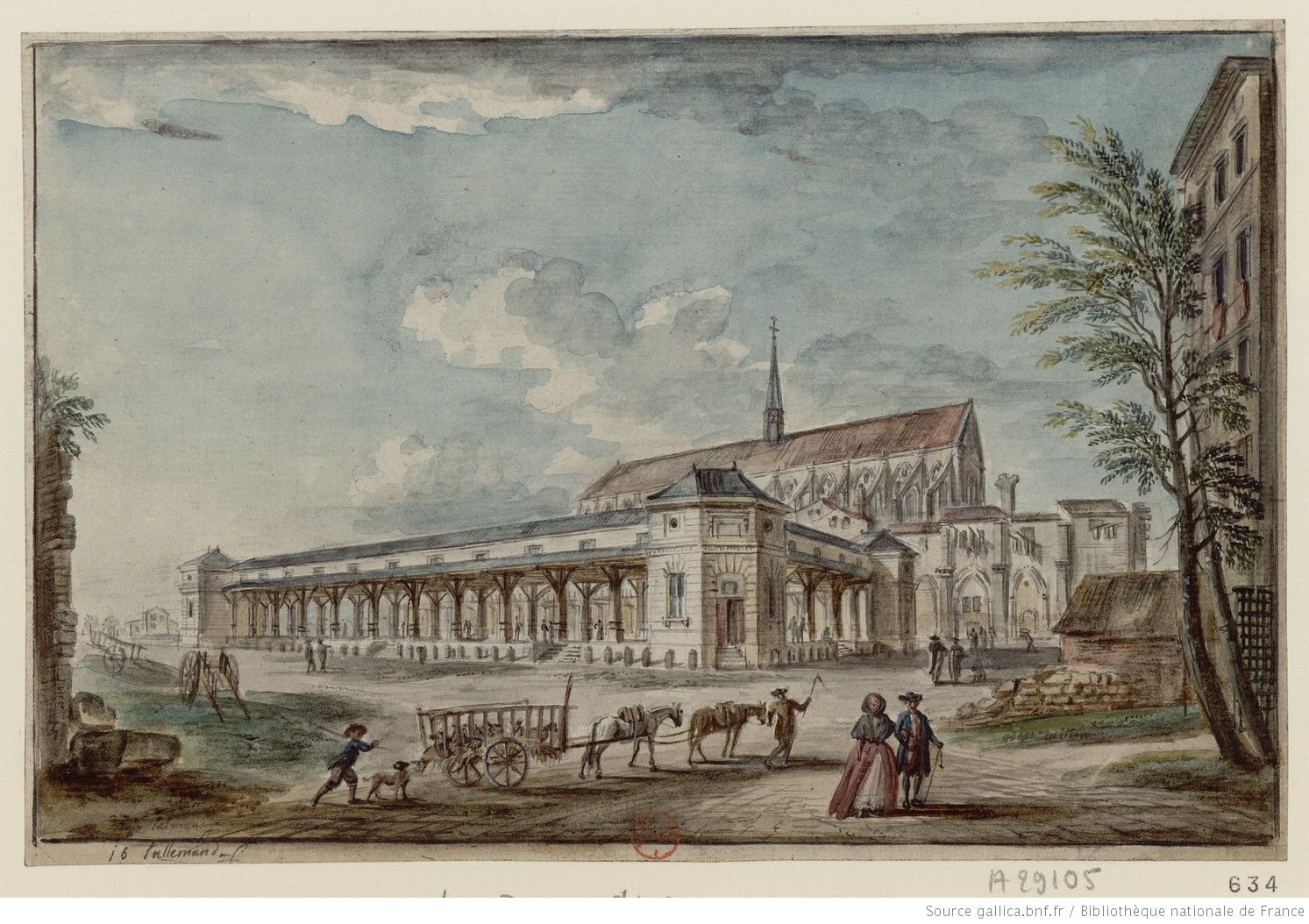
La halle aux Veaux au début du XIXe siècle.

La halle aux Veaux de Paris, également appelée marché aux Veaux, se trouvait, dans l'actuel 5e arrondissement de Paris.

## Situation
L'emplacement de la dernière halle aux Veaux était située entre les rues de Pontoise et de Poissy dans l'ancien 12e arrondissement de Paris, quartier du Jardin du Roi.

## Historique
Avant 1646, la halle était située rue de la Planche-Mibray, au bout de la rue Vieille-Place-aux-Veaux.
Par un arrêté du 8 février 1646, le marché aux Veaux fut transféré quai des Ormes. Il y resta jusqu'en 1774.
En 1772, les Bernardins vendent le jardin entre leur église et la Seine.
Par lettres patentes d'août 1772, le roi Louis XV ordonne la construction sur ce terrain d'un nouveau marché aux veaux.
Ces lettres patentes sont complétées par un arrêt du procureur général du roi en date du 30 juin 1773 :

« Registrées ce consentant le procureur général du roi, pour jouir par les impétrants de leur effet et contenu, et être exécutées selon leur forme et teneur, etc.

Autorise les impétrants à percevoir un droit de douze sols pour chacun des veaux qui sera amené au dit marché, et ce pour tous les objets détaillés dans l'avis du lieutenant-général de police, et cinq sols pour le logement et nourriture de chacun des veaux qui restera d'un jour de marché à l'autre ; le tout sans préjudice du droit de juridiction appartenant aux prévôt des marchands et échevins de la ville de Paris, en ce qui peut être de leur connaissance et compétence sur la rivière et ports de cette ville, suivant l'arrêt de ce jour. 

A Paris, en parlement,le 30 juin 1773. 

Signé Vandive. »
Par acte passé devant maitre Mony et son collègue, notaires à Paris, le 18 juillet 1773, les sieurs Lenoir, de Sainte-Paule, etc., cédèrent leur privilège au sieur de Cintry. Les travaux de construction de la halle furent entrepris immédiatement sous la direction de l'architecte Nicolas Lenoir dit le Romain. Cet artiste les termina promptement et la halle fut ouverte le 28 mars 1774,.
En 1784, un sieur Happey était possesseur du privilège de la halle.
Louis XVI voulant retirer ce privilège des mains d'un particulier ordonna par lettres patentes du 17 décembre de la même année, qu'il serait réuni à son domaine et exploité à son profit. Le sieur Happey fut toutefois indemnisé de la perte de son privilège.
En vertu d'un décret impérial du 26 mars 1806, la ville perçut les droits de place dans la halle aux Veaux qui servit aussi à la vente des vieilles ferrailles.
Situés entre les rues de Pontoise et de Poissy dans l'ancien 12e arrondissement de Paris, les bâtiments occupaient une superficie de 2 300 m2.
Un marché aux suifs fut ajouté en 1786 puis, en 1824-1826, une halle aux vaches grasses fut édifiée sur les plans de l'architecte Huvé.
La halle fut déclassée en 1855 lors de l'ouverture des abattoirs de La Villette puis détruite en 1868 par le percement du boulevard Saint-Germain durant les travaux de transformation de Paris. Sur le terrain loti, les immeubles des nos 1 à 9 de la rue Cochin furent édifiés.

## Architecture
Le bâtiment fut construit en 1774 par l'entrepreneur Poulon sur les plans de l'architecte Nicolas Lenoir.
La halle était couverte. Son rez-de-chaussée était élevé de 3 pieds. Il y avait en dessous de très grandes caves, dont les coins extérieurs étaient fermés par des grilles de fer. Le pourtour était en plein air et il était soutenu par piliers de pierre de taille, portant une charpente en arc baissé. Quatre pavillons, placés aux quatre coins de cette halle, servaient de logement aux préposés à la garde de cette halle et les parties hautes étaient utilisées comme greniers à fourrage,,,,.

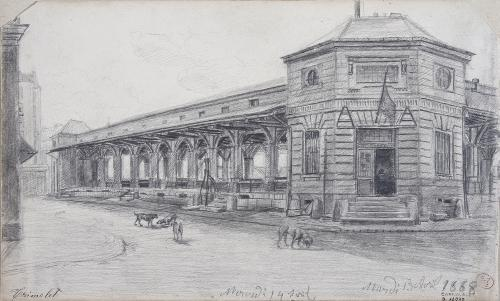
Halle aux Veaux peu avant sa destruction.
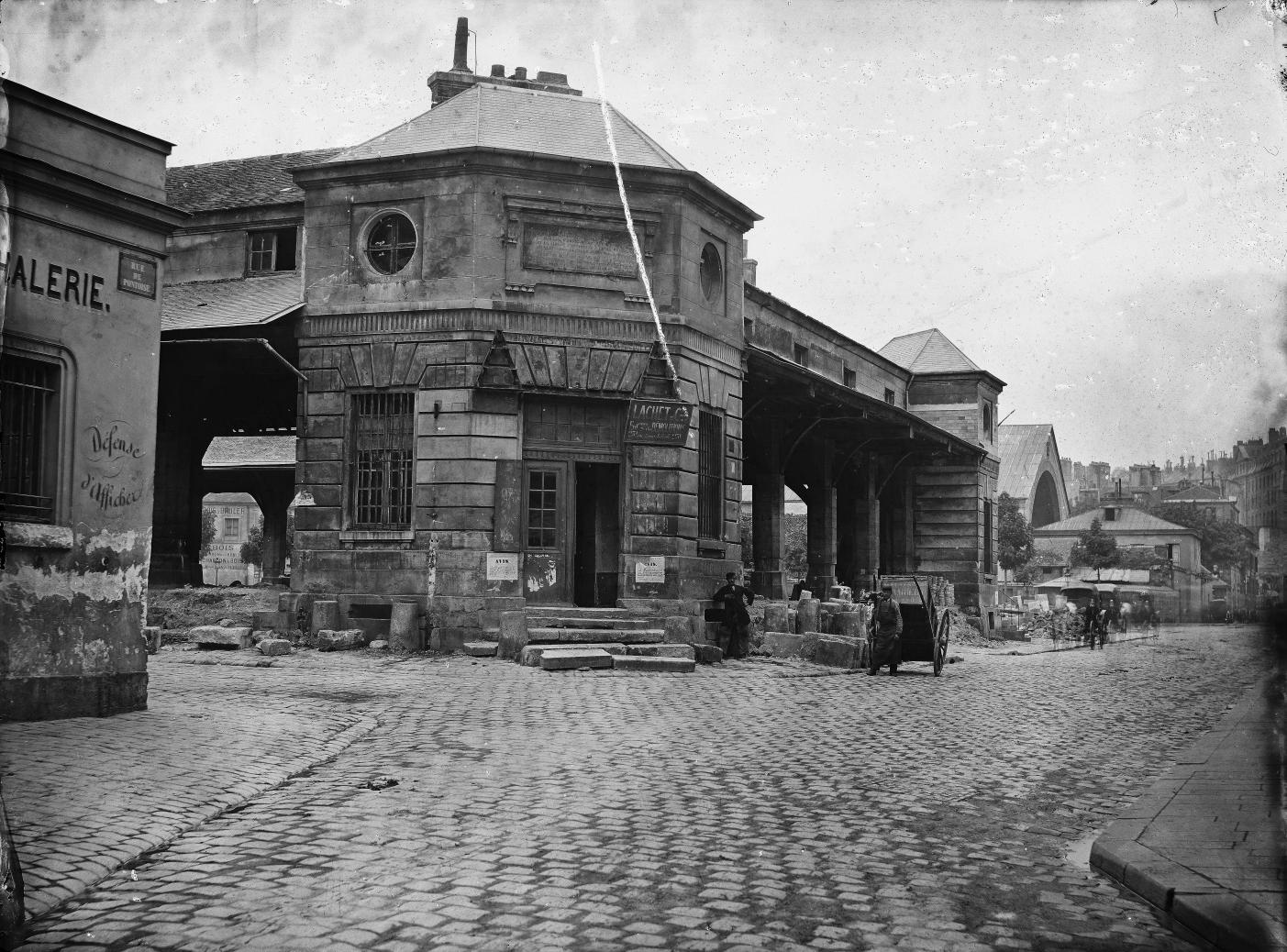
Le marché aux Veaux (photo Charles Marville[12]).